# 山梨県道113号甲府精進湖線

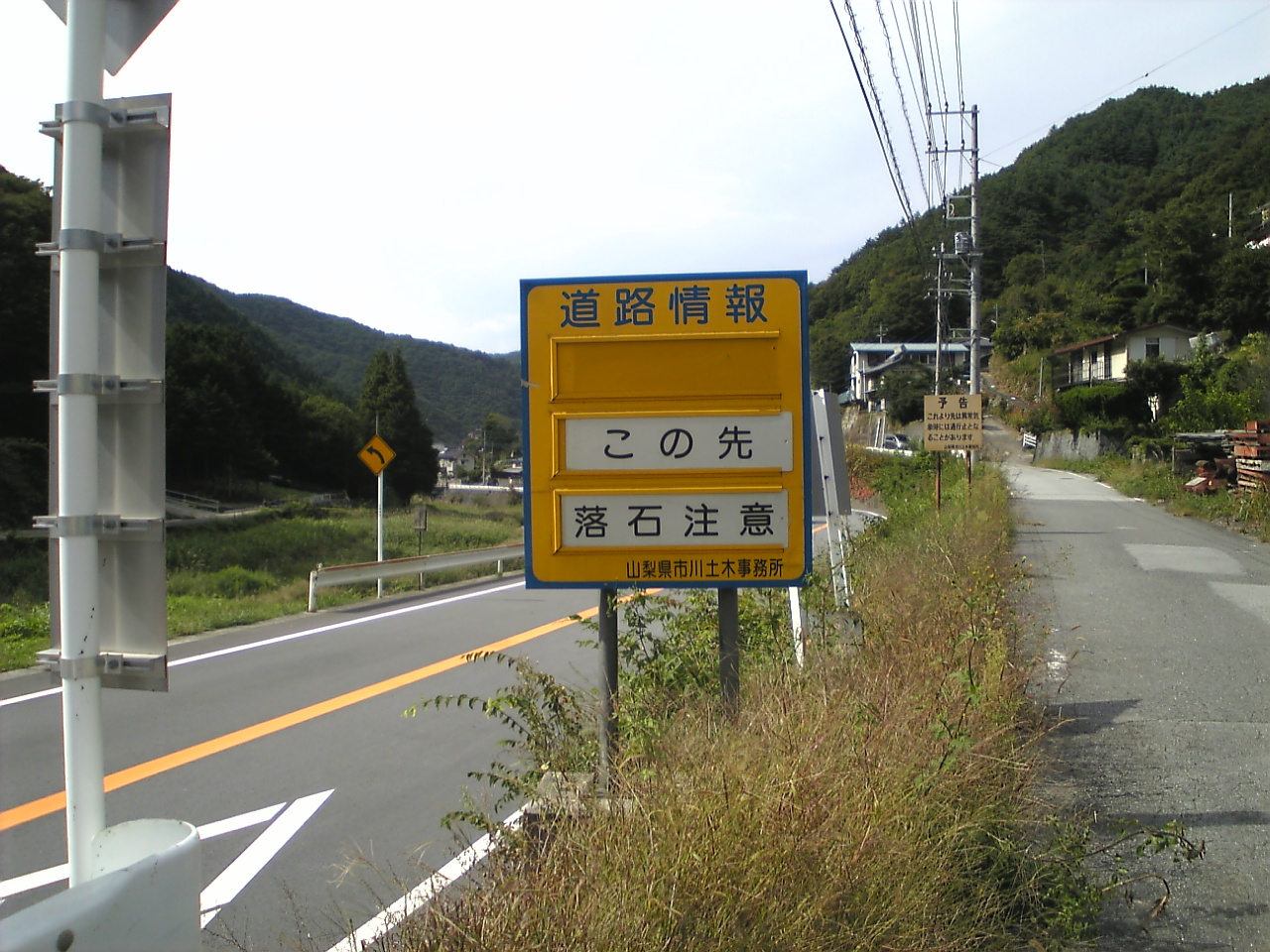
国道358号との接続（甲府市古関町）

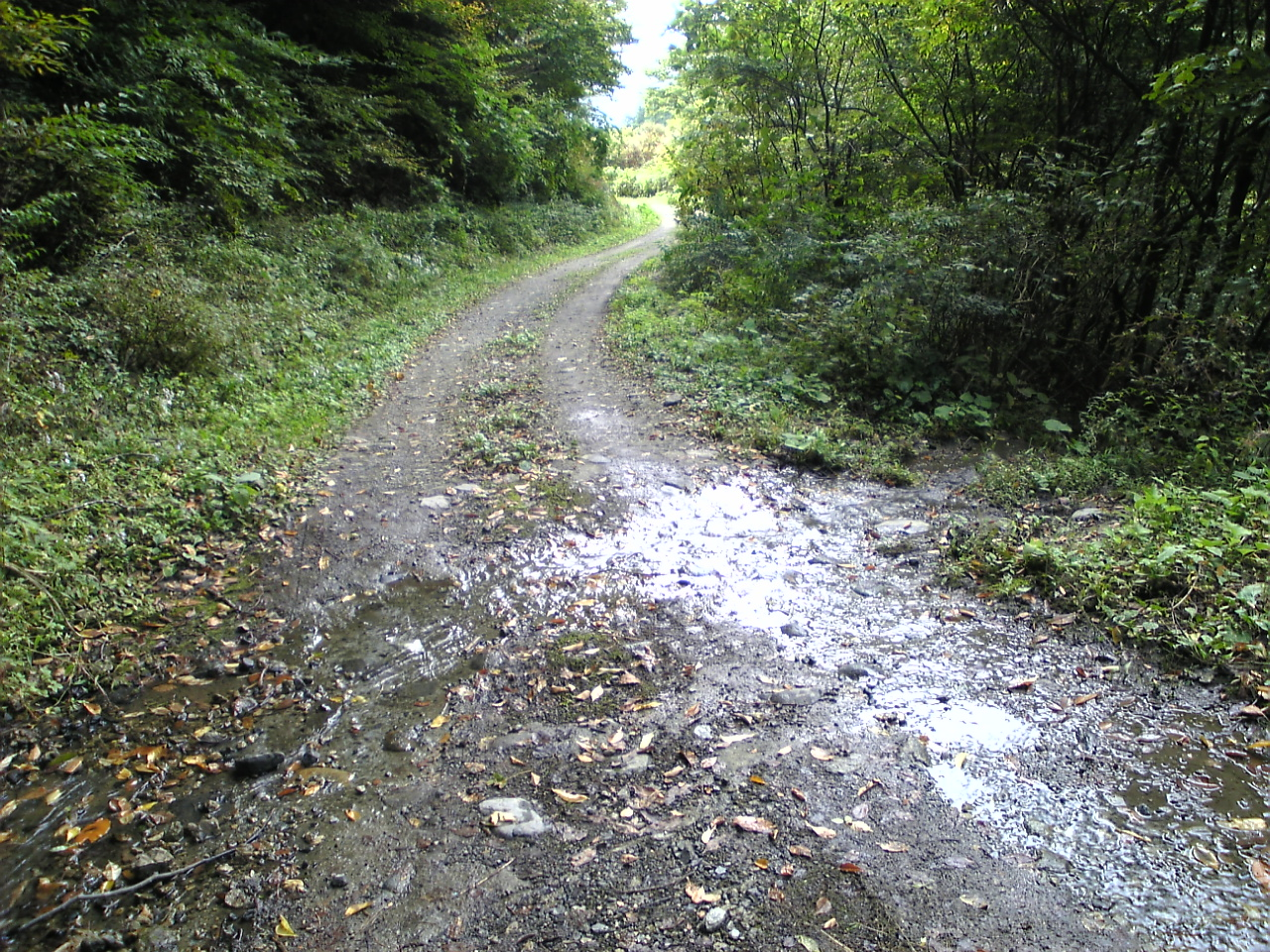
右左口峠区間

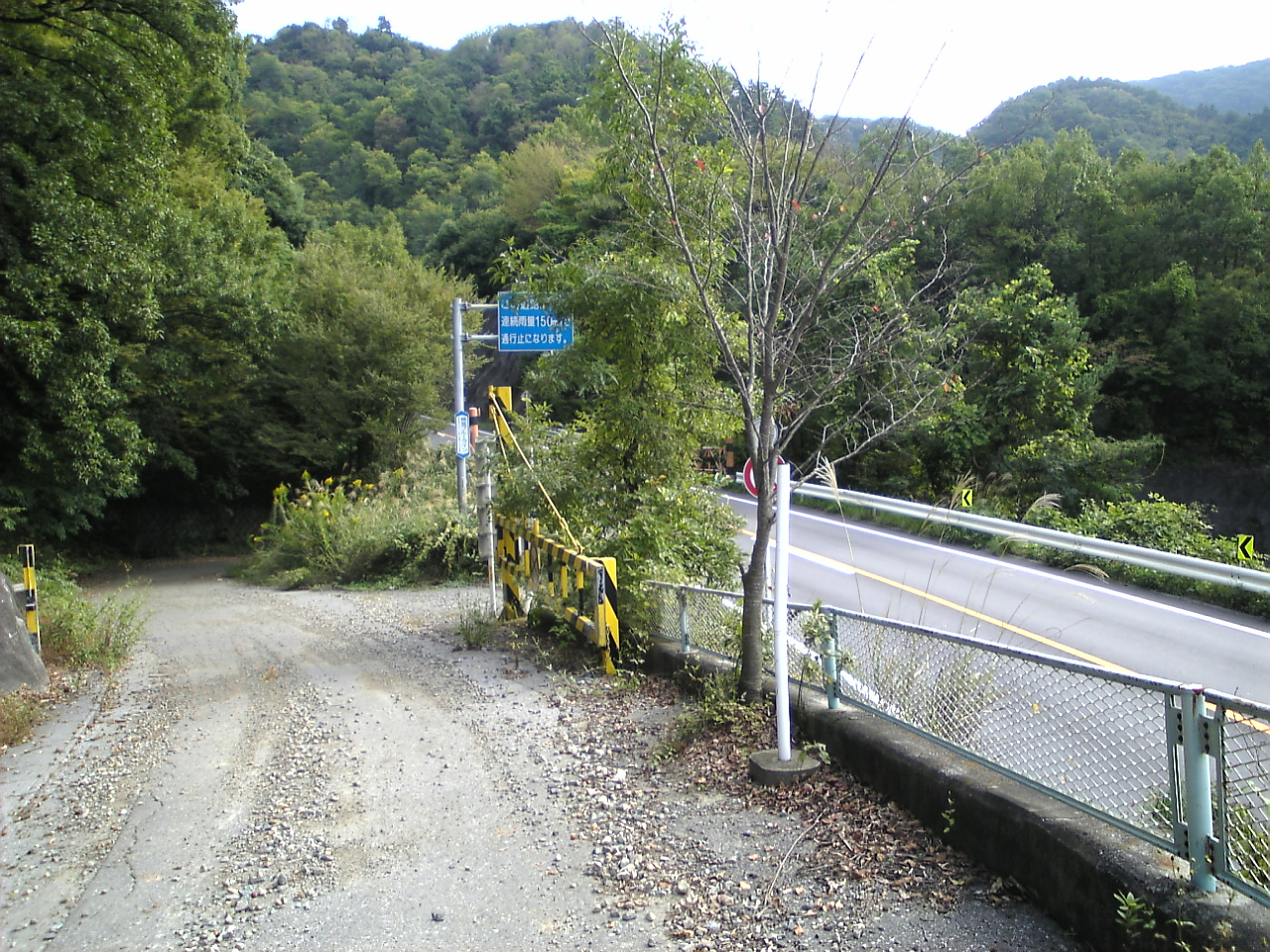
国道358号との接続（甲府市右左口町）

山梨県道113号甲府精進湖線（やまなしけんどう113ごう こうふしょうじこせん）は山梨県甲府市と、南都留郡富士河口湖町にある精進湖を結ぶ一般県道である。一部区間は中道往還（なかみちおうかん）に相当する。愛称精進ブルーライン。
甲府市と富士河口湖町の境界部（女坂峠）は不通であり、甲府市の右左口町 - 梯町の境界部（右左口峠）は通行可能だが未舗装路となっている。

## 概要

### 路線データ
- 起点：山梨県甲府市伊勢（伊勢三差路交差点 = 山梨県道29号甲府中央右左口線交点）
- 終点：山梨県南都留郡富士河口湖町精進

## 通過する自治体
- 山梨県
  - 甲府市 - 笛吹市 - 甲府市 - 南都留郡富士河口湖町

## 峠
- 右左口峠

## 交差・接続する道路
- 山梨県道29号甲府中央右左口線（伊勢三差路交差点）
- 国道20号（甲府バイパス、中小河原立体）
- 国道140号（新山梨環状道路、落合西ランプ）
- 国道140号（笛吹ライン、中道橋南詰交差点）
- 国道358号（考古博物館東交差点）
- 山梨県道308号鶯宿上曽根線（間門交差点）
- 山梨県道29号甲府中央右左口線（甲府市右左口町）
- 国道358号（甲府市古関町）
- 山梨県道36号笛吹市川三郷線

## 周辺
- 甲府山城郵便局
- 甲府市立山城小学校
- 小瀬スポーツ公園
- 甲府市立中道北小学校
- 上曽根郵便局
- 甲府市立中道保育所
- 甲府市役所 上九一色出張所